# Hypomyces lactifluorum
Hypómyces lactifluórum (лат.) — гриб семейства Гипокрейные (Hypocreaceae) отдела Аскомицеты (Ascomycota).
Синонимы
- Английское название грибов, поражённых H. lactifluorum: lobster mushrooms («грибы-лобстеры»)

## Описание
Плесневый гриб, растущий на плодовых телах других грибов.
В начале представляет собой стерильный налёт яркого красно-оранжевого цвета, на котором затем образуются колбовидные плодовые тела — перитеции, которые можно различить в лупу. Вкус мягкий или слегка острый (если гриб-хозяин имеет острый млечный сок), запах сначала грибной, затем напоминает запах моллюсков.
Споры 40 × 4,5 мкм, веретеновидные, двуклеточные, бородавчатые, в массе белые.

## Экологияи распространение
Гриб паразитирует на различных видах сыроежек и млечников, таких как груздь перечный (Lactarius piperatus) или Russula brevipes. Пластинки поражённого гриба перестают развиваться и не образуют спор. Распространён в Северной Америке, от провинции Альберта (Канада) на севере до Мексики на юге.

## Пищевые качества
«Грибы-лобстеры» съедобны и популярны в местах произрастания. По цвету напоминают варёных омаров, за что и получили своё английское название, вкус и аромат их тоже сравнивают с морепродуктами. Вырастая на едких млечниках, H. lactifluorum в значительной степени нейтрализует их острый вкус, делая их вполне съедобными.